# Fantasy-Jahr 1955
Übersicht

◄◄ | ◄ | 1951 | 1952 | 1953 | 1954 | Fantasy-Jahr 1955 | 1956 | 1957 | 1958 | 1959 | ► | ►►

Weitere Ereignisse

## Neuerscheinungen Literatur
| Deutscher Titel                                                                    | Deutschsprachiges Erscheinungsjahr | Originaltitel                                                        | Autor                                 | Anmerkungen |
| ---------------------------------------------------------------------------------- | ---------------------------------- | -------------------------------------------------------------------- | ------------------------------------- | ----------- |
| Conan und der Flammendolch                                                         | 1992                               | The Flame Knife                                                      | Robert L. Howard & L. Sprague de Camp |             |
| Der Herr der Ringe – Die Rückkehr des Königs                                       | 1970                               | The Return of the King being the third part of The Lord of the Rings | J. R. R. Tolkien                      |             |
| Die geheimnisvolle Tür oder: Die Gründung von Narnia später: Das Wunder von Narnia | 1957                               | The Magician’s Nephew                                                | C. S. Lewis                           |             |

## Neuerscheinungen Filme
| Deutscher Titel       | Deutschsprachiges Erscheinungsjahr | Originaltitel    | Regie                            | Anmerkungen |
| --------------------- | ---------------------------------- | ---------------- | -------------------------------- | ----------- |
| Kismet                | 1994                               | Kismet           | Vincente Minnelli, Stanley Donen |             |
| Reise in die Urzeit   | 1955                               | Cesta do pravěku | Karel Zeman                      |             |
| Tempel der Versuchung | 1955                               | The Prodigal     | Richard Thorpe                   |             |

## Geboren
- Anne Bishop
- Steven Brust
- Robert Carter
- Maggie Furey († 2016)
- Tracy Hickman
- Nina Kiriki Hoffman
- Ellen Kushner
- Judith Tarr